# NGC 318
NGC 318 (również PGC 3465) – galaktyka soczewkowata (S0), znajdująca się w gwiazdozbiorze Ryb. Odkrył ją 19 listopada 1850 roku Bindon Stoney – asystent Williama Parsonsa.